# Lingua tracica
La lingua tracica, detta anche lingua tracia, trace o tracio, è una lingua indoeuropea estinta, un tempo parlata dagli antichi Traci, nell'area balcanica corrispondente grosso modo all'attuale Bulgaria e zone limitrofe (sud-est della Serbia, Repubblica di Macedonia orientale, Grecia nord-orientale, Turchia europea e parte di quella asiatica corrispondente all'antica Bitinia). Non sviluppò mai una propria scrittura ma si servì dell'alfabeto greco e, più tardi, di quello latino. La lingua trace nel V secolo era stata parzialmente latinizzata per cui la si può classificare come un "embrione" tra le prime lingue romanze balcaniche. Scomparve completamente agli inizi dell'VIII secolo con le invasioni degli Slavi, i quali, secondo lo storico Francis Conte, «sommersero la civiltà urbana dei Traci romanizzati con il loro numero, approfittando della scarsa protezione offerta dalle guarnigioni bizantine, al tempo impegnate nelle vittoriose campagne d'Occidente ordinate da Giustiniano nel 527-565.»

## Materiale linguistico

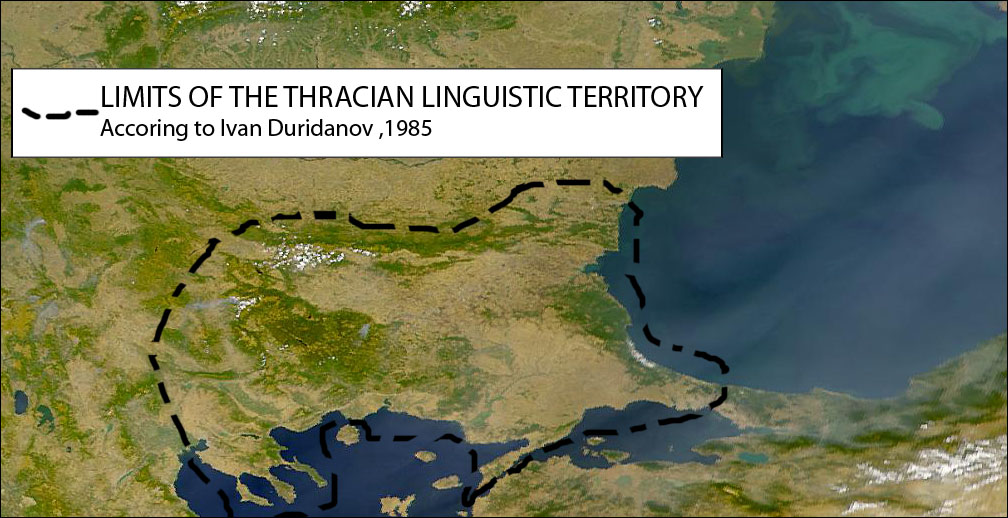
Limiti del (meridionale) territorio linguistico tracico secondo Ivan Duridanov, 1985

Del trace si conosce poco perché le iscrizioni trovate sono poche e brevi ma su un certo numero di caratteristiche c'è accordo. Inoltre alcuni termini traci si trovano citati in antichi testi, le cosiddette glosse, in tutto una quarantina:
- asa — un termine dei Bessi per la tossillaggine.
- bolinthos — "toro selvatico, bisonte"
- bria — "città" (in Strabone)
- brynchos — "cetra"; cfr. romeno broanca, "strumento a corde" e russo brenčat' , "suonare uno strumento a corde"
- brytos, bryton, brutos, bryttion — "un tipo di birra d'orzo"
- dinupula, *sinupyla — "genere Cucurbita"
- genton — "carne (da mangiare)" (in Esichio)
- kalamindar — "platano"
- kemos — "un tipo di frutto con follicoli"
- ktistai — "celibi, monaci"
- mendruta — un termine dei Moesi per la barbabietola oppure per il veratro nero (Veratrum nigrum)
- rhomphaia — "lancia"; più tardi viene attestato il significato di "spada"
- skalme — "coltello, spada"
- skarke — "moneta"
- spinos — "una pietra che brucia quando l'acqua ci viene versata sopra"
- torelle — "lamento, nenia funebre"
- zalmós, zelmis — "pelle, cuoio" (in Porfirio)
- zeira, zira — "tunica (?)"
- zelas — "vino"
- zetraia — "tazza"
- zibythides — "i nobili Traci, donne e uomini"

Alcune di queste glosse hanno una chiara etimologia indoeuropea:
- bria ("città"), si trova nei toponimi traci Mesambria, Skadabria, Poltymbria, e si trova con lo stesso significato anche in tocario (ri nel dialetto orientale o agneo e riye nel dialetto occidentale o cuceo), esiti in entrambe le lingue del PIE *wriā "città elevata", a sua volta derivata dalla radice PIE *wer "elevazione, altezza";
- genton ("carne (da mangiare)"), dal PIE *gwhento- "ucciso";
- zalmós ("pelle, cuoio"), da confrontare con il lituano šálmas "elmo" e il tedesco Helm "elmo".

In aggiunta ci sono molte parole (certe o probabili) che sono state ricavate da antroponimi, toponimi, idronimi, oronimi e altri elementi lessicali trovati nelle fonti classiche e bizantine (si veda anche la Lista di antiche città tracie):
- -disza, -diza, -dizos — "insediamento fortificato" (ad esempio in Orudiszas e Tarpodizos), deriva da *dhighā "fortezza, piazzaforte" (cfr. persiano antico dida, persiano moderno diz);
- -para, -pera, -paron, ecc. — "città" (ad esempio in Bessapara, Brentopara, Drusipara) forse da confrontare col latino paries "parete, muro".
- Athos (il monte della penisola Calcidica), deriva da *akto[n]-, "scarpata", a sua volta dalla radice PIE *ak- "estremità, punta";
- Buzántion (Bisanzio), deriva da *bhūgos "capro" (da confrontare con l'avestico buza, il persiano moderno buz, il tedesco Bock, l'inglese buck e il gitano buzni;
- Byzas, come Bisanzio, da *bhūgos "capro";
- Resos, da *rēg- "re" (cfr. latino rex, sanscrito rajan);
- Spartaco, un composto di *spar- "giavellotto" (cfr. latino sparus, germanico *speru) e -takos forse da mettere in relazione con la radice IE *dek "abile, famoso" (e quindi Spartaco significherebbe "famoso per il giavellotto").
- Sabazios, da confrontare con lo slavo antico svoboda (da *swobho-dhyos "membro della propria tribù"), quindi "Libero" (soprannome di Dioniso);
- Semele, da IE *(d) ghom/(d) ghem- "terra" (cfr. frigio zemeloo, slavo antico zemljá), quindi "Terra".

Sono stati proposti anche vocaboli traci a partire dal lessico greco antico. Elementi lessicali greci come "Dioniso" potrebbero derivare dal trace, come anche parole oscure come balios ("maculato, illuminato a chiazze"; < PIE *bhel-, "splendere"; Pokorny cita anche l'Illirico come possibile fonte), bounos, "colle, poggio", ecc. Un'altra fonte per il vocabolario trace sono le parole di terminologia sconosciuta o incerta trovate in bulgaro, rumeno e macedone. Anche l'albanese è stato considerato una fonte perché considerato talvolta come discendente del daco o del trace, oppure dell'illirico con influssi daco-traci. Infine, un certo numero di probabili termini traci si trovano nelle iscrizioni (molte delle quali redatte in alfabeto greco su edifici, monete e altri manufatti).

## Fonologia

### Vocali
Le vocali sono quattro e brevi: "a", "e", "i", "u". Nella /a/ del trace si sono unite le /a/ e la /o/ indoeuropee, probabilmente perché aveva una pronuncia particolare, intermedia tra la /a/ e la /o/. Se ne hanno degli indizi nelle trascrizioni alternate (greche e latine) di alcuni nomi, come Mētokos e Mētakos oppure Porólissos e Pralisenses.

### Consonanti
Il trace è una lingua satem, nella quale le velari si palatalizzano e le labio-velari diventano velari delabializzate: *k > /s/ e *kw > /k/. Le occlusive sonore aspirate diventano sonore. Georgiev e Duridanov avevano proposto una rotazione consonantica nel trace in base alla quale le sonore sarebbero diventate sorde e le sorde sarebbero diventate sonore aspirate, ma il materiale raccolto da Mircea-Mihai Radulescu pare abbia smentito questa teoria. Le sonanti vocalizzano con timbri anteriori oppure posteriori:
- *lo > il/ul (ol)
- *ro > ir/ur (or)
- *mo > um (om)
- *no > in/un (on)

## Iscrizioni
Le seguenti sono le iscrizioni più lunghe conservate.  I restanti sono per lo più singole parole o nomi su vasi e altri manufatti.

### Iscrizione Ezerovo

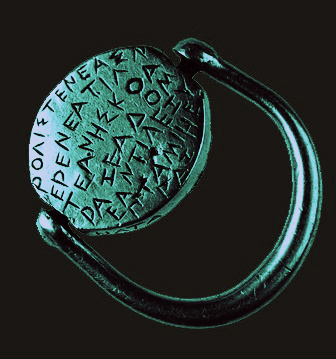
L'anello di Ezerovo, trovato nel 1912

Sono state trovate solo quattro iscrizioni traci di qualsiasi lunghezza.  Il primo è un anello d'oro trovato nel 1912 nel villaggio di Ezerovo (provincia di Plovdiv di Bulgaria);  l'anello è stato datato al V secolo a.C. Sull'anello si trova un'iscrizione scritta in caratteri greci e composta da 8 righe, l'ottava delle quali si trova sul bordo, il bordo, del disco rotante  ;  si legge senza spazi tra:
ΡΟΛΙΣΤΕΝΕΑΣΝ / ΕΡΕΝΕΑΤΙΛ / ΤΕΑΝΗΣΚΟΑ / ΡΑΖΕΑΔΟΜ / ΕΑΝΤΙΛΕΖΥ / ΠΤΑΜΙΗΕ / ΡΑΖ // ΗΛΤΑ
come Dimitar Dechev (germanizzato come D. Detschew) separa le parole così:
ΡΟΛΙΣΤΕΝΕΑΣ ΝΕΡΕΝΕΑ ΤΙΛΤΕΑΝ ΗΣΚΟ ΑΡΑΖΕΑ ΔΟΜΕΑΝ ΤΙΛΕΖΥΠΤΑ ΜΙΗ ΕΡΑ ΖΗΛΤΑ
cioè.
Rolisteneas Nerenea tiltean ēsko Arazea domean Tilezypta miē era zēlta
proponendo la seguente traduzione:
Io sono Rolisteneas, un discendente di Nereneas;  Tilezypta, una donna araba, mi ha gettato a terra.

### Iscrizione Kyolmen
Una seconda iscrizione, finora indecifrata, è stata rinvenuta nel 1965 nei pressi del villaggio di Kyolmen, Comune di Varbitsa, risalente al VI secolo a.C.  Scritta in una variante dell'alfabeto greco, è forse un'iscrizione stele tombale simile a quelle frigie;  La trascrizione di Peter A. Dimitrov è:
ΙΛΑΣΝΛΕΤΕΔΝΛΕΔΝΕΝΙΔΑΚΑΤΡΟΣΟ
ΕΒΑ·ΡΟΖΕΣΑΣΝΗΝΕΤΕΣΑΙΓΕΚΟΑ
ΝΒΛΑΒΑΗΓΝ
cioè.
ilasnletednlednenidakatroso
ebarozasnēnetesaigekoa
nblabaēgn

### Iscrizione Duvanlii
Una terza iscrizione è ancora su un anello, trovato a Duvanlii, Comune di Kaloyanovo, accanto alla mano sinistra di uno scheletro.  Risale al V secolo a.C.  L'anello ha l'immagine di un cavaliere con l'iscrizione che circonda l'immagine.  È solo parzialmente leggibile (16 su 21 iniziali):
ΗΥΖΙΗ.....ΔΕΛΕ / ΜΕΖΗΝΑΙ
cioè.
ēuziē.....dele / mezēnai
Il significato dell'iscrizione è "Cavaliere Eusie proteggi!"
Se questa lettura è corretta, la parola tracia mezenai potrebbe essere affine all'illirico menzanas (come in "Giove/Giove Menzanas" 'Giove dei puledri' o 'Giove su un cavallo'); all'albanese mëz 'puledro'; al rumeno mînz 'puledro'; al latino mannus 'piccolo cavallo, pony'; al gallico manduos 'pony' (come nel nome della tribù Viromandui 'uomini che possiedono pony').

## Estinzione
La lingua dei Traci aveva superato indenne l'influenza culturale greca e quella politica macedone, ma si continuò ad usare anche durante l'era romana. Nei primi anni dell'era volgare (fra il 15 e il 20), Ovidio in esilio a Tomis (l'odierna Costanza) scrive in una delle lettere dal Ponto (4, 19-20) di aver composto delle poesie in getico sermone, cioè nella lingua dei Traci. Sembra che nel VI secolo la tribù dei Bessi parli ancora il trace in base a due notizie che li riguardano: infatti il monaco Teodosio scrive che i Bessi cristiani pregano nella loro lingua, mentre Giordane dice che essi chiamano Hister (Istro) il Danubio. Che si tratti del trace anziché di un latino volgare locale lo si può desumere da certi indizi nella toponomastica locale che inducono a pensare che la trasmissione dei toponimi avvenne direttamente dai parlanti del trace a quelli slavi, senza mediazione di un'altra lingua (ad esempio il nome trace della città di Pulpudeva diventò lo slavo Plavdiv e poi Plovdiv, il fiume Jatrus diventò lo Jantra, il Rodope rimase inalterato nel passaggio dal trace allo slavo). Non sappiamo però né quale fosse la proporzione tra parlanti traci e latini nella regione, né quando esattamente si sia estinto il trace. Quello che è certo è che la slavizzazione della regione (iniziata nel 581) portò alla totale scomparsa del trace (l'ultima menzione di un nome trace è del cronista bizantino Teofane e risale al 710).

## Classificazione
La lingua tracica è molto difficile da classificare a causa delle sue scarse attestazioni, pertanto le connessioni proposte, sia tra lingue tuttora esistenti che esiste, sono difficile da provare. Ad ogni modo, la lingua tracica è classificata come lingua satem, anche se non è chiaro quando questo cambiamento si sia verificato. Tra le ipotesi avanzate si è classificato il tracico nello stesso gruppo della lingua daca o assieme alle limitrofe lingue illiriche o ancora all'albanese (v. Hemp et al.), ma nessuna di queste gode di un supporto unanime nella comunità scientifica.

### Lingua greca antica e altre lingue limitrofe
A partire da un'epoca molto precoce fu avanzata l'ipotesi di un legame tra la lingua tracica e altre lingue indoeuropee geograficamente vicine, quali il greco antico, il frigio, il proto-armeno e la lingua macedone antica. Infatti, le somiglianze lessicali fra il tracico e il greco antico sono notevoli: molti suffissi presentano somiglianze e molti antroponimi e toponimi tradiscono un'influenza greca. In particolare, Frederik Kortlandt ha sostenuto questa ipotesi identificando corrispondenze sonore e somiglianze grammaticali, soprattutto fra il tracico e il proto-armeno, raggruppando, inoltre, la lingua daca con l'albanese. Tuttavia, questa ipotesi ha incontrato molte critiche e non è più ritenuta sostenibile.
Negli anni 1950, il linguista Vladimir Georgiev, coadiuvato dal collega Ivan Duridanov, pubblicò uno studio nel quale collocava la lingua armena tra le lingue iraniche e allo stesso modo classificava la lingua misia all'interno di un ipotetico ramo linguistico daco-misiano, definendola come l'anello di congiunzione fra la lingua tracica e la lingua daco-mesiana. Questa ipotesi poggiava principalmente sul fatto che la lingua daca e la lingua misia, nonostante presentino sistemi fonetici diversi, hanno, in genere, toponimi con desinenza in -dava, mentre i toponimi traci generalmente terminano in -para. Nello stesso studio Georgiev sosteneva che tra le lingue daco-misiane andrebbe collocata anche l'albanese, nonostante in questa siano quasi del tutto assenti toponimi con desinenza in -dava. In uno studio del 1982 Polomé si oppose alle conclusioni di Georgiev e Duridanov, sostenendo che le prove presentate dai due linguisti bulgari, sebbene consistenti, non fossero affatto sufficienti a concludere questa classificazione per il misio, solitamente accostato al frigio, così come l'esistenza di una cesura netta tra il daco e il tracico, le quali potrebbero invece essere sia due dialetti della stessa lingua che due lingue distinte.

### Lingue balto-slave
Il linguista Jonas Basanavičius, che fu il primo a studiare le somiglianze fonetiche tra il lituano e il bulgaro, produsse un elenco di 600 corrispondenze lessicali tra le lingue baltiche e il tracico. Successivamente, Ivan Duridanov ripropose la classificazione della lingua tracica come parte della famiglia balto-slava, tesi poi ripresa da Harvey E. Mayer, che la inserì all'interno del gruppo baltico, e Mario Alinei, che invece la identificò come più prossima alle lingue slave. Questa ipotesi venne avanzata sulla base dell'identificazione del tracico come lingua satem, come le lingue del gruppo balto-slavo, e su una serie di corrispondenze lessicali tra termini balto-slavi e tracici, soprattutto nell'ambito dell'onomastica e della toponomastica. Attraverso le tecniche della linguistica comparata, Duridanov propose la ricostruzione di circa 200 parole traciche, individuando la maggior parte degli affini fra le lingue baltiche (138), principalmente nel lituano, seguite dal gruppo germanico (61), da quello indo-ario (41), dalle lingue elleniche (36), dal bulgaro (23), dal latino (10) e, infine, dall'albanese (8). Inoltre, tentò di rafforzare la sua tesi proponendo la decifrazione del significato di 300 toponimi traci, sottolineando le loro corrispondenze con termini baltici, dato che queste riguardano spesso sia la radice che il suffisso del termine. Lavorando su antroponimi e toponimi dell'area balcanica, il linguista Mircea M. Radulescu, invece, classificò anche il daco e l'illirico all'interno delle lingue baltiche. Sebbene questi autori abbiano indicato molte correlazioni, non sono riusciti a fornire prove conclusive a sostegno della loro tesi. Infatti, le più lunghe iscrizione traci conosciute non sono state ancora interamente decifrate, ma da quel che emerge non sembra esserci una stretta correlazione con nessuna lingua del gruppo balto-slavo.